# Пой
Пой — река в России, протекает по Кудымкарскому и Юсьвинскому районам Пермского края. Устье реки находится на 42 км реки Иньвы, возле деревни Пашня. Длина реки — 38 км, площадь водосборного бассейна — 181 км². В 15 км от устья принимает справа реку Ачапой.
Исток реки в лесном массиве на территории Кудымкарского района в 12 км к юго-востоку от села Велва-База. Вскоре после истока перетекает в Юсьвинский район. Течёт на юго-восток и юг. Притоки — Восточный Пой (лв), Ачапой (пр). Впадает в Иньву у деревни Пашня выше села Купрос.

## Населённые пункты на реке
От истока к устью на реке расположены населённые пункты Шедово, Бажино, Яборово, Тимино, Ивачево, Мохнатово, Евсино, Калино, Питер, Гурино, Кагулево и Пашня.

## Данные водного реестра
По данным государственного водного реестра России относится к Камскому бассейновому округу, водохозяйственный участок реки — Кама от города Березники до Камского гидроузла, без реки Косьва (от истока до Широковского гидроузла), Чусовая и Сылва, речной подбассейн реки — бассейны притоков Камы до впадения Белой. Речной бассейн реки — Кама.
Код объекта в государственном водном реестре — 10010100912111100008304.